# Woiwodschaft Breslau
Die Woiwodschaft Breslau (poln. Województwo wrocławskie) war eine polnische Verwaltungseinheit, die ab 1945 zunächst um das namensgebende Breslau entstand und eine von 17 Woiwodschaften bildete. Sie wurde 1975 durch Gründung der Woiwodschaften Wałbrzych und Jelenia Góra wesentlich verkleinert und hatte nur noch eine Fläche von 6287 km². Sie ging schließlich 1998 mit rund 1,1 Millionen Einwohnern im Zuge einer Gebietsreform in der heutigen Woiwodschaft Niederschlesien auf. Hauptstadt war Breslau.

Woiwodschaft Breslau 1946–1950
Woiwodschaft Breslau 1950–1975
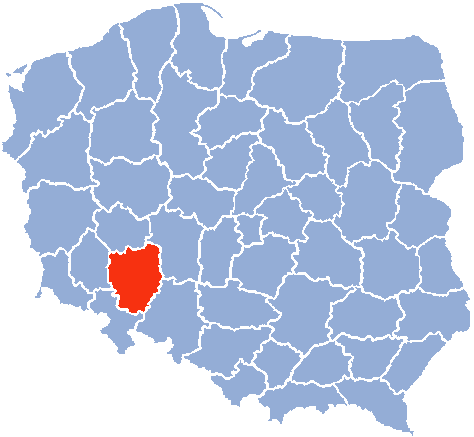
Woiwodschaft Breslau ab 1975

Bedeutende Städte waren (Einwohnerzahlen von 1998):
- Breslau – 637.877
- Oleśnica – 38.913
- Oława – 31.911
- Jelcz-Laskowice – 15.601
- Strzelin – 13.264
- Milicz – 12.593
- Wołów – 12.344
- Trzebnica – 12.259

## Quelle
- Dz.U. 1975 nr 17 poz. 92 (polnisch) Gesetz über die Zuordnung von Städten und Gemeinden zu den Woiwodschaften vom 30. Mai 1975 (PDF-Datei; 783 kB)